# Feels like Home (Sheryl Crow)
Feels like Home è l'ottavo album discografico in studio della musicista statunitense Sheryl Crow, pubblicato nel 2013.

## Tracce
1. Shotgun – 3:13
2. Easy – 4:10
3. Give It to Me (feat. Vince Gill & Ashley Monroe) – 3:57
4. We Oughta Be Drinkin' – 3:52
5. Callin' Me When I'm Lonely – 3:25
6. Waterproof Mascara – 3:32
7. Crazy Ain't Original – 3:17
8. Nobody's Business – 3:34
9. Homesick (feat. Zac Brown) – 4:05
10. Homecoming Queen – 3:24
11. Best of Times – 3:19
12. Stay at Home Mother – 4:09

## Classifiche
- Billboard 200 - #7
- Official Albums Chart - #16